# Kristian Jensen
Kristian Jensen (Middelfart, 21 mei 1971) is een Deense politicus namens de liberale partij Venstre. Tussen 2004 en 2010 was hij minister van Fiscale Zaken in de kabinetten van Anders Fogh Rasmussen (2004-2009) en Lars Løkke Rasmussen (2009-2010). Daarna was hij onder meer minister van Buitenlandse Zaken (2015-2016) en minister van Financiën (2016-2019) in respectievelijk het tweede en derde kabinet van Lars Løkke Rasmussen. 

## Biografie
Jensen is de zoon van het lerarenechtpaar Jens Erik en Ellen Jensen. In 1993 werd hij lid van de jeugdbeweging van de Venstrepartij. Een jaar later werd Jensen lid van het uitvoerend comité en tussen 1995 en 1997 was hij voorzitter van de jeugdbeweging. Bij de Deense parlementsverkiezingen van 1998 werd hij voor het eerst verkozen tot parlementslid in het Folketing. In het parlement was Jensen verantwoordelijk voor IT en sport (1998-2001). 
In augustus 2004 werd Jensen benoemd tot minister van Fiscale Zaken in het kabinet van Anders Fogh Rasmussen. In januari 2005 kwam hij in opspraak toen bleek dat hij contacten had met het liberale internettijdschrift Liberator. Dit tijdschrift was een voorstander van zwartwerk, terwijl op hetzelfde moment een campagne was gestart tegen zwartwerken. In februari 2010 werd Jensen opgevolgd als minister van Fiscale Zaken door Troels Lund Poulsen.
Na de parlementsverkiezingen van juni 2015 kon de Venstrepartij een minderheidsregering vormen onder leiding van Lars Løkke Rasmussen. Jensen werd aangesteld als minister van Buitenlandse Zaken. Toen in november 2016 tussentijds een nieuw kabinet gevormd werd, stapte Jensen over naar het ministerie van Financiën. Zijn ambtstermijn verliep in juni 2019.
Toen Lars Løkke Rasmussen in augustus 2019 aftrad als partijleider van Venstre, nam Jensen die functie kortstondig waar. In maart 2021 nam Jensen na 23 jaar afscheid van het Folketing.
- Virtual International Authority File: 307245353